# Римские провинциальные монеты
Римские провинциальные монеты — монеты, отчеканенные в Римской империи местной, а не имперской администрацией. Существенное отличие от общеримской монетной системы состоит в том, что провинциальные монеты нередко продолжали монетную систему, которая существовала на данной территории до прихода римлян. Поскольку многие из них чеканились в грекоязычных регионах империи, их нередко именуют «греческими монетами имперского периода» (Greek Imperial coinage) и включают в каталоги монет греческих городов.
Когда новый регион включался в состав Римской империи, ранее существовавшая местная монетная система продолжала использоваться из соображений целесообразности. Кроме того, новые колонии часто имели право чеканить бронзовые монеты. Эти провинциальные монеты использовались в основном местными жителями и только для местной торговли, так как их ценность была, как правило, значительно ниже, чем у монет римской императорской чеканки.

## Характеристики
Провинциальные монеты чеканились в серебре, биллоне и бронзе, но не из золота. Большинство известных выпусков — бронзовые. Серебряные и биллонные монеты были более распространены в восточных областях империи, особенно в Александрии. В целом, выпуск серебряной монеты считался прерогативой имперской власти в Риме. Некоторые монеты, обращавшиеся в восточной части империи, могли чеканиться и на монетном дворе Рима.

## Выпуск
К 210 г. до н. э. Рим установил контроль над всеми греческими городами бывшей Великой Греции. Уже в начале следующего столетия отмечается заметное римское влияние на греческую чеканку: меняется как иконография, так и стиль монет. Греческую чеканку этого периода можно классифицировать как первые разновидности римских провинциальных монет.
В имперскую эпоху существовало более 600 провинциальных монетных дворов. Монетные дворы были расположены по всей империи, но преимущественно в восточной части.
В крупных провинциальных городах, таких, как Коринф или Антиохия, существовали собственные монетные дворы. Некоторые монетные дворы чеканили монеты только для своих городов (Виминациум), другие — для всей провинции (напр. Мезия). Ряд городов известны именно благодаря своим монетам, так как другие исторические упоминания о них отсутствуют.

## Галерея

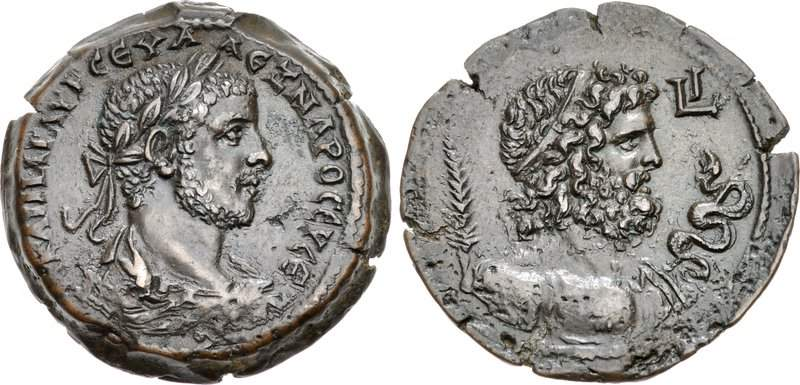
Драхма из Александрии. Аверс: бюст Александра Севера, 222-235. Реверс: бюст Асклепия.
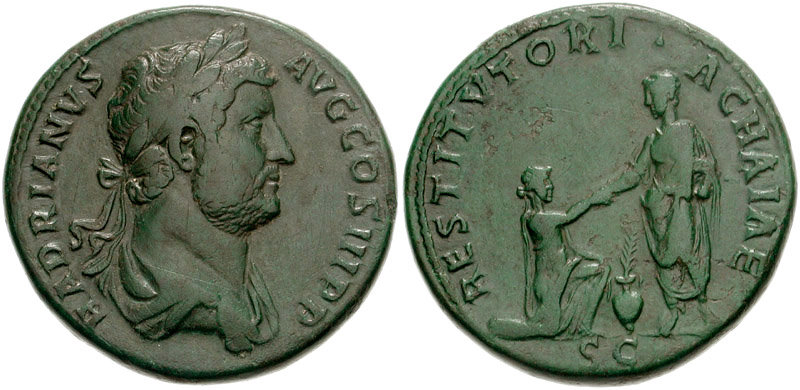
Монета Адриана провинция Ахайя
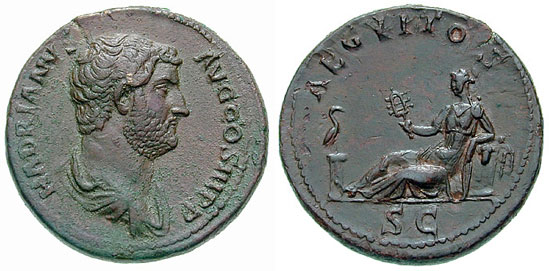
Монета Адриана - провинция Египет